# Evezős csónak

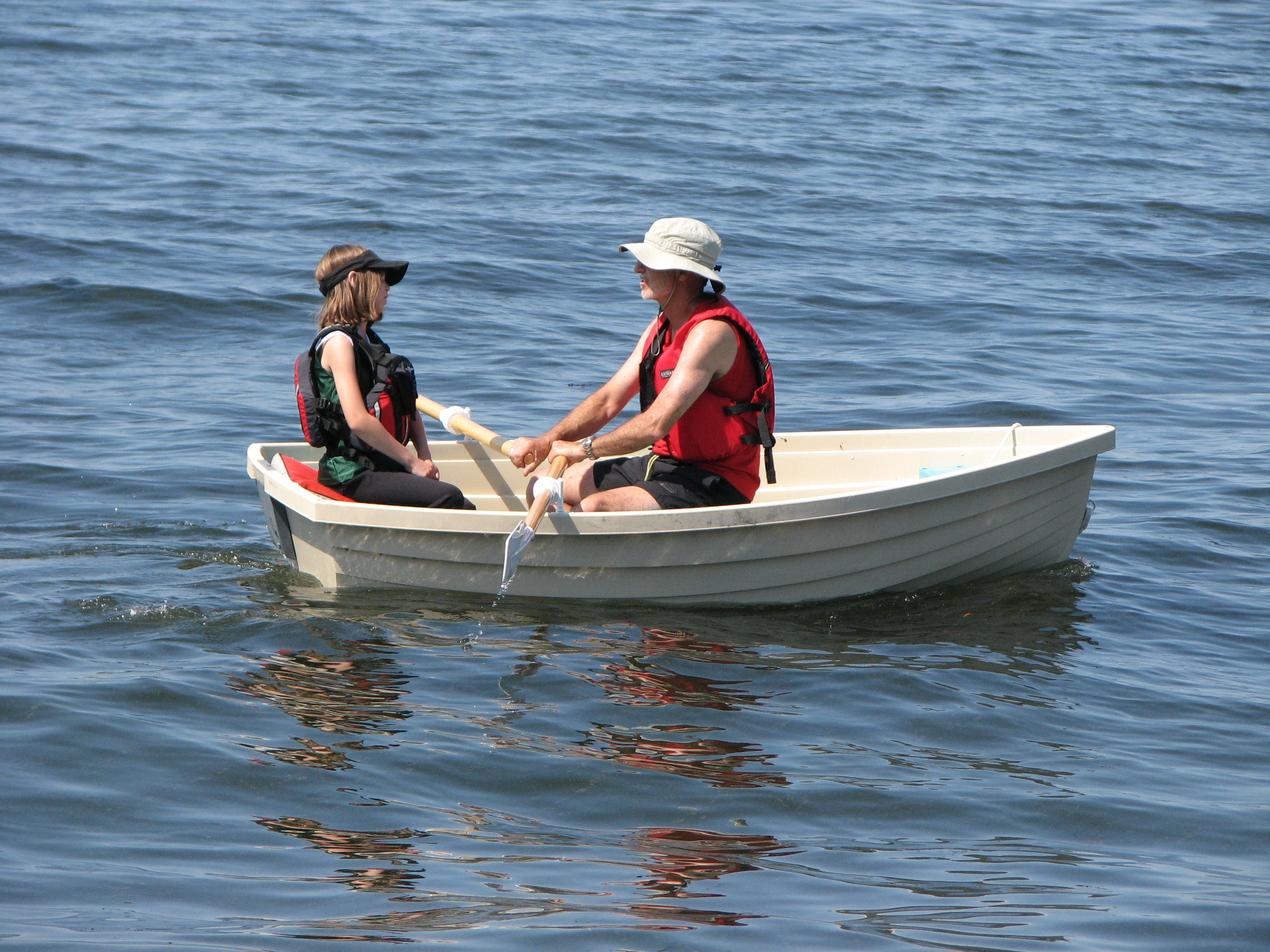
Evezős csónak használatban

Az evezős csónak emberi erővel, evezővel hajtott csónak. Napjainkban elsősorban szabadidős és sportcélokra használják. A vitorlás hajók korában a sekély part menti vizeken közlekedésre használták.

## Sport

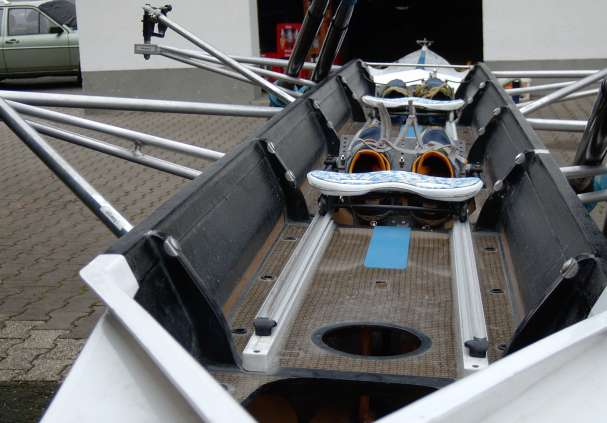
Kétpárevezős versenyhajó

A szűkebb értelemben vett evezés, mint sport jellemzői: az evezősök a menetiránynak háttal ülnek, guruló ülésen, és a hajó oldalához rögzített forgó szerkezetnek támaszkodó lapátokkal eveznek. Az evezésre szolgáló hajók között megkülönböztethetők:
- versenyhajó: versenyzésre, edzésre szolgáló keskeny, könnyű építésű hajó;
- gig-hajó: szabadidős és túracélokra szolgáló szélesebb, nehezebb, stabilabb hajó.[2]
  - ennek egyik típusa a kílbót: kétpárevezős, kormányos gig (a magyar elnevezése német előtaggal és angol utótaggal: kielboat)

## Fordítás
- Ez a szócikk részben vagy egészben a Ruderboot című német Wikipédia-szócikk ezen változatának fordításán alapul.  Az eredeti cikk szerkesztőit annak laptörténete sorolja fel. Ez a jelzés csupán a megfogalmazás eredetét és a szerzői jogokat jelzi, nem szolgál a cikkben szereplő információk forrásmegjelöléseként.